# Ungleichung von Wirtinger
Die Ungleichung von Wirtinger  (englisch Wirtinger’s inequality) ist eine der klassischen Ungleichungen des mathematischen Gebiets der Analysis. Sie wird – offenbar dank der Zuweisung von Wilhelm Blaschke in dessen Monographie Kreis und Kugel aus dem Jahre 1916 – nach dem österreichischen Mathematiker Wilhelm Wirtinger benannt, obwohl bekannt ist, dass zuvor schon von anderen Mathematikern ähnliche und unter schwächeren Bedingungen gültige Ungleichungen vorgelegt wurden. Die wirtingersche Ungleichung gab Anlass zu einer großen Anzahl weiterführender Untersuchungen. Sie ist unter anderem mit der Poincaré-Ungleichung verwandt.

## Formulierung
Die Ungleichung lässt sich folgendermaßen angeben:
Auf dem Körper der reellen Zahlen sei eine reelle Funktion {\displaystyle f\colon \mathbb {R} \to \mathbb {R} } mit folgenden Eigenschaften gegeben:
 (1) {\displaystyle f} ist eine differenzierbare Funktion.
 (2) {\displaystyle f} ist eine periodische Funktion der Periode {\displaystyle 2\pi }  .
 (3) Die Ableitungsfunktion {\displaystyle f'\colon \mathbb {R} \to \mathbb {R} } ist eine quadratisch integrierbare Funktion.
 (4) Es ist {\displaystyle \int _{0}^{2\pi }{f(x)}\,dx=0}  .
Dann gilt:
{\displaystyle \int _{0}^{2\pi }{[f(x)]^{2}\,dx}\leq \int _{0}^{2\pi }{[f'(x)]^{2}\,dx}}  .
Dabei gilt in dieser Ungleichung das Gleichheitszeichen dann und nur dann, wenn es reelle Zahlen {\displaystyle A,B} gibt derart, dass {\displaystyle f} die Gestalt
{\displaystyle f(x)=A\cos x+B\sin x\;(A,B\in \mathbb {R} )}
hat.

## Ungleichung von Almansi
Schon vor dem Jahre 1916 hat der italienische Mathematiker Emilio Almansi eine der wirtingerschen eng verwandte Ungleichung gefunden und im Jahre 1905 publiziert:
Gegeben seien zwei reelle Zahlen {\displaystyle a,b} und eine reelle Funktion {\displaystyle f\colon \left[a,b\right]\to \mathbb {R} } mit folgenden Eigenschaften:
 (1) Die Einschränkung {\displaystyle f|_{(a,b)}} ist stetig differenzierbar.
 (2) Es ist {\displaystyle f(a)=f(b)}.
 (3) {\displaystyle \int _{a}^{b}{f(x)}\,dx=0}  .
Dann gilt:
{\displaystyle \left({\frac {2\pi }{b-a}}\right)^{2}\cdot \int _{a}^{b}{[f(x)]^{2}\,dx}\leq \int _{a}^{b}{[f'(x)]^{2}\,dx}}  .
Von einigen Autoren, etwa von Leonida Tonelli in einer Arbeit aus dem Jahre 1911, wurde diese Ungleichung von Almansi durch Abschwächung der Annahmen über die Funktion {\displaystyle f} weiter verbessert.